# ولاد عامر (مڭرن)
ولاد عامر هي إحدى مشيخات المملكة المغربية، تتبع جغرافيا لإقليم القنيطرة وإداريًا لمڭرن. يقدر عدد سكانها بـ 11561 نسمة حسب الإحصاء الرسمي للسكان والسكنى لسنة 2004.